# Michael J. Fox
Pour les articles homonymes, voir Fox.
Ne doit pas être confondu avec Michael Fox ou Michael C. Fox.
Michael J. Fox, né le 9 juin 1961 à Edmonton (Alberta, Canada), est un acteur, auteur, producteur et militant canado-américain.
Il se fait connaître grâce au rôle du jeune républicain ambitieux Alex P. Keaton, fils de parents libéraux, dans la sitcom Family Ties (1982-1989) diffusée sur la chaine NBC. Le succès de la série lui permet d'être la tête d'affiche au cinéma et s'il tient le premier rôle dans le film Teen Wolf de Rod Daniel en 1985, c'est son rôle la même année dans le film de science-fiction Retour vers le futur du cinéaste Robert Zemeckis qui le propulse au rang d'acteur mondialement célèbre. Il y joue Marty McFly, un adolescent envoyé par erreur trente ans dans le passé grâce à une machine à remonter dans le temps construite à partir d'une voiture DeLorean. Le succès du film est tel que deux suites verront le jour en 1989 et en 1990.
Il joue par la suite les premiers rôles au cinéma tout en alternant les genres : le film de guerre Outrages (1989) de Brian De Palma, la comédie romantique Doc Hollywood (1991) de Michael Caton-Jones ou encore la comédie horrifique Fantômes contre fantômes (1996) de Peter Jackson. Il tient également un rôle secondaire dans Mars Attacks! de Tim Burton, l'un de ses derniers rôles majeurs au cinéma. Il revient à la télévision avec la satire politique Spin City (1996-2002) dans laquelle il joue l'assistant du maire de New York, Michael Patrick Flaherty. Atteint de la maladie de Parkinson depuis 1991 qu'il rend publique en 1998, il décide de quitter la série au terme du dernier épisode de la saison 4 diffusé en mai 2000. La même année, il crée sa fondation destinée à la recherche contre la maladie de Parkinson.
S'ensuit une carrière principalement dans les voix de personnages et de rôles secondaires, voire épisodiques à la télévision. Il est ainsi la voix de la souris Stuart Little dans la trilogie éponyme (1999-2005), puis celle du linguiste et cartographe Milo Thatch dans le film d'animation vernien : Atlantide, l'empire perdu (2001) des studios Disney. Pour la télévision, s'il revient brièvement dans la sixième saison de la série Spin City et apparaît dans plusieurs épisodes des séries Boston Justice et Rescue Me, son rôle de docteur souffrant de TOC dans la troisième saison de Scrubs se fait remarquer.
De 2010 à 2016, il joue l'avocat Louis Canning dans la série The Good Wife, marquant ainsi son premier rôle à la fois important et récurrent depuis près de dix ans. En parallèle, il retrouve par deux fois l'univers de Retour vers le futur : en 2011 dans le jeu d'aventure graphique Retour vers le futur, le jeu puis en 2015 pour le jeu Lego Dimensions. En 2013, il tente de revenir au premier plan avec l'éphémère série The Michael J. Fox Show racontant le retour à l'antenne d'un animateur de télévision atteint de la maladie de Parkinson. La série est annulée au bout d'une saison.
Après être apparu en 2018 dans la deuxième saison de Designated Survivor et avoir repris en 2020 le rôle de Louis Canning dans la quatrième saison de la série dérivée The Good Fight, il annonce mettre un terme à sa carrière. Il participe néanmoins à d'autres séries Expedition : Back to the Future, Shrinking, à un court métrage d'animation Back Home Again ainsi qu'à un film documentaire retraçant sa carrière Still: A Michael J. Fox Movie.
Il reçoit la statuette de l’engagement humanitaire le 19 novembre 2022 à Los Angeles au cours de la treizième remise des prix des gouverneurs de l'Académie des arts et des sciences du cinéma pour son engagement contre la maladie, étant le symbole d’une génération entière qui continue d’admirer tant son talent d’acteur que sa détermination et sa force de résistance face à la maladie. Il lutte en faveur de sa fondation et sa renommée lui a permis de récolter un milliard de dollars jusqu’à présent afin de financer la recherche contre la maladie de Parkinson.
Il est aussi guitariste à ses heures comme on le voit dans le film Retour vers le futur, et il a joué avec le groupe Coldplay en 2016 à East Rutherford dans le New Jersey lors d'un concert. Chris Martin et le reste du groupe ont invité Michael à jouer comme invité surprise et ensemble, ils ont interprété Johnny B. Goode, une chanson originale de Chuck Berry.
Le magazine Time l'a mentionné dans sa liste des 100 personnes les plus influentes de l'année 2024.

## Biographie

### Jeunesse
Michael Andrew Fox, fils de l'actrice Phyllis Fox, a adopté l'initiale « J » dans son nom de scène en hommage au comédien Michael J. Pollard et pour éviter toute confusion avec son homonyme, l'acteur américain Michael Fox.
Lorsque son père était membre des Forces armées canadiennes, sa famille dut déménager très souvent de ville en ville (dont North Bay) jusqu'à s'installer finalement à Burnaby, une banlieue de Vancouver, après que son père eût pris sa retraite en 1971. Il a trois sœurs et un frère.
Au départ passionné de hockey sur glace, il s'intéresse durant son adolescence à l'écriture et joue de la guitare dans quelques groupes de rock, mais c'est son envie de devenir acteur qui le poursuit réellement.

### Carrière

#### Premières apparitions
Après une apparition à 15 ans dans la série Leo and me, Fox rejoint Los Angeles à 18 ans pour commencer sa carrière d'acteur. Après quelques petits rôles, il débute à la télévision américaine dans Letters From Frank en tant que Michael Fox. Il obtient son premier rôle au cinéma dans le film de Disney : Une nuit folle, folle (Midnight Madness).

#### Le succès

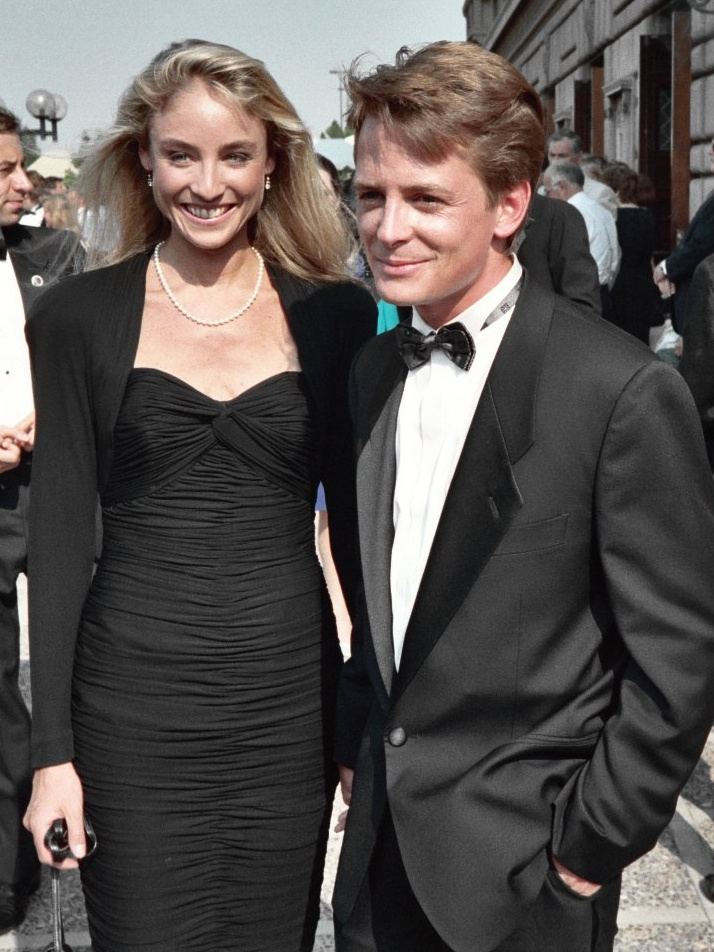
Les nouveaux mariés Michael J. Fox et Tracy Pollan au 40e Emmy Awards en août 1988.

La carrière de Michael J. Fox s'envole vraiment en 1982 quand il interprète  le rôle d'Alex P. Keaton dans Sacrée Famille (Family Ties), série dont le succès se poursuit jusqu'en 1989. Son travail est récompensé par trois Emmy Awards et un Golden Globe.
En 1985, il est choisi pour le rôle principal  du film Retour vers le futur, mais est indisponible du fait de sa présence dans la série Sacrée Famille. Il est finalement rappelé après cinq semaines de tournage, en remplacement d'Eric Stoltz qui n'avait pas convaincu les producteurs ni Robert Zemeckis, le réalisateur jugeant la performance de Stoltz trop « sérieuse », quoique parfaite techniquement. L'immense succès du film entraîne deux suites, en 1989 et 1990.
En 1990, il joue dans Outrages de Brian De Palma qui lui fait quitter ses rôles d'éternel adolescent dus à sa petite taille (1,63 m) et à son visage très juvénile, pour basculer dans le drame.

#### Maladie
En 1991, sur le tournage de Doc Hollywood, Michael J. Fox s'aperçoit qu'il a des tremblements incontrôlés, bientôt diagnostiqués comme des symptômes de la maladie de Parkinson. Dès lors, sa carrière ralentit un peu et il se contente de nombreux petits rôles comme dans Le Président et Miss Wade de Rob Reiner et Mars Attacks! de Tim Burton en 1996.
En décembre 1998, il annonce publiquement sa maladie dans le magazine américain People.
Quelques mois plus tard, il annonce son prochain départ de la série à succès Spin City, une satire politique dans laquelle il incarnait depuis 1996 le rôle du secrétaire général du gaffeur maire de New York. Pour faire la transition, il demande à Heather Locklear, dont la série Melrose Place s'arrête, de le rejoindre dans la sitcom.
En 2000, il fonde officiellement la « Michael J. Fox Foundation for Parkinson's research » la veille de la diffusion du dernier épisode de la série Spin City et organise une conférence de presse au Capitole de Washington. Fox qui a récolté 450 millions de dollars depuis 2000, espérait que les chercheurs pourraient trouver un traitement d'ici 2010.
Le 28 février 2010, il apparaît aux cérémonies de clôture des Jeux olympiques de Vancouver où, affecté par sa maladie, il exprime sa fierté d'être Canadien devant des millions de personnes.

#### L'aprèsSpin City(2002-2012)

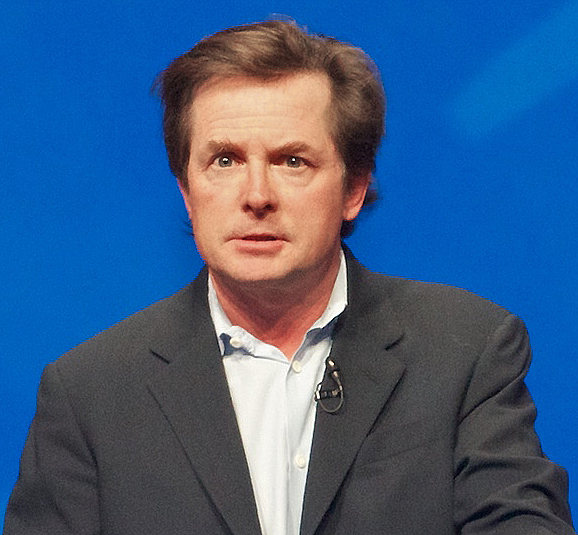
Michael J. Fox en 2012.

Michael J. Fox continue son travail de comédien grâce à sa voix populaire. Il est la voix originale du héros du film Stuart Little et le personnage de Milo Thatch toujours dans un film d'animation Atlantide, l'empire perdu. Il produit un pilote pour une série intitulée Hench at Home, sans qu'aucune suite y soit donnée. En 2003, il fait une apparition remarquée dans la série télévisée Scrubs.
Il est très investi dans la lutte contre la maladie de Parkinson au sein de sa fondation. Il a d'ailleurs écrit une autobiographie, Lucky Man, sur son expérience face à cette maladie. En 2009, il devait retrouver Robert Zemeckis et Christopher Lloyd pour Le Drôle de Noël de Scrooge, mais il est finalement absent du générique. En 2009, il se voit confier un personnage récurrent dans la série Rescue Me, qui lui vaut un Emmy Award du meilleur acteur en tant qu'artiste invité dans une série dramatique.
L'acteur rejoint l'année suivante la série judiciaire The Good Wife, où il joue le rôle d'un avocat atteint d'une maladie neurologique.
En 2011, il apparaît dans la saison 8 de Larry et son nombril. Michael J. Fox a doublé deux personnages du jeu vidéo Back to the Future : The Game, sorti le 23 juin 2011, renouant ainsi avec la grande tradition de la trilogie au cinéma où l'acteur prêtait ses traits à plusieurs personnages dans l'une ou l'autre des lignes temporelles.
Il prête sa voix à un loup-garou dans un épisode de Phinéas et Ferb.

#### The Michael J. Fox Show(2013-2014)
Durant l'été 2012, on annonce que Michael J. Fox reviendra à la télévision, dans une nouvelle série dont il sera la vedette. Beaucoup de chaînes voulaient le projet, mais c'est finalement la chaîne NBC qui achète les droits et commande directement 22 épisodes de cette nouvelle série, encore sans nom, pour la saison 2013-2014. Michael J. Fox avait déjà travaillé pour cette chaîne, puisque Sacrée Famille était diffusée sur l'antenne de NBC.
Cette série raconte l'histoire de Mike Henry, un animateur TV de New York. Il joue également un père de famille atteint de la maladie de Parkinson. Lorsqu'un nouveau traitement l'aide à mieux gérer son état de santé, il décide de reprendre l'antenne, devant alors jongler entre tous les challenges liés à sa carrière, sa vie de famille et son combat contre la maladie. La série s'inspire partiellement de la vie de l'acteur. Elle s'intitulera The Michael J. Fox Show.
Début 2013, la distribution partielle de la série est annoncée : Betsy Brandt jouera le rôle de sa femme, Katie Finneran celui de sa sœur et Wendell Pierce son patron. Ses enfants seront interprétés par Conor Romero, Juliette Goglia et Jack Gore,,.
Le 13 mai 2013, la chaîne NBC dévoile un extrait de la série, mais celle-ci est finalement annulée en février 2014,. Au même moment, il joue son propre rôle dans la comédie musicale Annie.
La rentrée suivante, il fait son retour dans The Good Wife, dès le premier épisode de la saison 6 après être revenu dans 5 épisodes de la saison 5.

#### Apparitions (depuis 2015)
Le 21 octobre 2015, Michael J. Fox reprend exceptionnellement son rôle de Marty McFly pour une apparition dans l'émission de Jimmy Kimmel, Jimmy Kimmel Live!. Christopher Lloyd, l'interprète de « Doc » Emmet Brown, est également à ses côtés. Ils font notamment leur entrée dans la DeLorean du film.
Le 17 juillet 2016, il rend un hommage musical à Chuck Berry en reprenant sur scène avec le groupe Coldplay le titre Johnny B. Goode, une chanson que l'acteur a interprété 31 ans plus tôt, en 1985, dans le premier film de la trilogie Retour vers le futur.
Le 26 février 2017, à la 89e cérémonie des Oscars, il arrive sur scène à bord de la fameuse DeLorean de la trilogie et reçoit une ovation du public. Il est en compagnie de l'acteur Seth Rogen pour remettre l'Oscar du meilleur montage,.
En 2018, il apparaît dans cinq épisodes de la deuxième saison de la série politique Designated Survivor.
En 2019, il fait un caméo dans le film See You Yesterday qui relate du voyage dans le temps et joue dans un épisode de la série animée Corner Gas Animated.
En 2020, il reprend le rôle de l'avocat Louis Canning dans deux épisodes de la quatrième saison du dérivé The Good Fight. En novembre, il apparaît dans un clip de Lil Nas X. Durant le même mois, il annonce mettre un terme à sa carrière d'acteur à l'âge de 59 ans à cause de sa maladie qui s'est aggravée. 
Néanmoins, en 2021, on le retrouve à la distribution d'un épisode de la série Expedition : Back to the Future et du court métrage d'animation Back Home Again.
En 2022, son apparition accompagné de Christopher Lloyd lors du New York Comic Con émeut ses fans à travers le monde,.
Il se voit décerner un Oscar d'honneur pour son action en faveur de la lutte contre la maladie de Parkinson,.
En 2023, sa vie fait l'objet d'un film documentaire : Still: A Michael J. Fox Movie de Davis Guggenheim sorti sur Apple TV+ où Michael J. Fox raconte son histoire.
En juin 2024 à Glastonbury, il est de nouveau invité par Coldplay pour interpréter avec le groupe le morceau Fix You sur scène,,.
En 2025, il est annoncé que Michael J. Fox fait son retour dans une série. En effet, il rejoint le casting de la saison 3 de Shrinking en tant que guest star,. 

### Vie privée
En 1984, il fréquente l’actrice Sarah Jessica Parker.
Michael J. Fox épouse le 16 juillet 1988 l'actrice Tracy Pollan, qui tenait le rôle de sa première petite amie dans la série Sacrée Famille, et avec qui il a eu quatre enfants : Sam Michael (né en 1989), Aquinnah Kathleen et Schuyler Frances (nées en 1995) et Esmé Annabelle (née en 2001).

## Filmographie

### Cinéma

#### Films
- 1980 : Une nuit folle, folle (Midnight Madness) de Michael Nankin et David Wechter : Scott Larson
- 1982 : Class 1984 (Class of 1984) de Mark L. Lester : Arthur
- 1985 : Retour vers le futur (Back to the Future) de Robert Zemeckis : Martin « Marty » McFly
- 1985 : Teen Wolf de Rod Daniel : Scott Howard
- 1987 : Light of Day de Paul Schrader : Joe Rasnick
- 1987 : Le Secret de mon succès  (The Secret of My Success) de Herbert Ross : Brenkley Foster, alias Carlton Whitfield
- 1988 : Les Feux de la nuit (Bright Lights, Big City) de James Bridges : Jamie Conway
- 1989 : Outrages (Casualties of War) de Brian De Palma : PFC Max Eriksson
- 1989 : Retour vers le futur 2 (Back to the Future Part II)  de Robert Zemeckis : Martin « Marty » McFly
- 1990 : Retour vers le futur 3 (Back to the Future Part III) de Robert Zemeckis : Martin « Marty » McFly
- 1990 : Arachnophobie de Frank Marshall : Acteur à la télévision
- 1991 : Doc Hollywood de Michael Caton-Jones : Dr Benjamin Stone
- 1991 : La Manière forte (The Hard Way) de John Badham : Nick Lang
- 1993 : Graine de star (Life with Mikey) de James Lapine : Michael Chapman
- 1993 : Le Concierge du Bradbury (For Love or Money) de Barry Sonnenfeld : Doug Ireland
- 1993 : L'Incroyable Voyage (Homeward Bound: The Incredible Journey) de Duwayne Dunham : Chance (voix)
- 1994 : Les Héritiers affamés (Greedy) de Jonathan Lynn : Daniel
- 1994 : Le Prince des rivières (Where the Rivers Flow North) de Jay Craven : Clayton Farnsworth
- 1995 : Coldblooded de Wallace Wolodarsky : Tim Alexander
- 1995 : Le Président et Miss Wade (The American President) de Rob Reiner : Lewis Rothschild
- 1995 : Brooklyn Boogie de Paul Auster et Wayne Wang : Pete Maloney
- 1996 : Fantômes contre fantômes (The Frighteners) de Peter Jackson : Frank Bannister
- 1996 : Mars Attacks! de Tim Burton : Jason Stone
- 1996 : L'Incroyable Voyage 2 : À San Francisco (Homeward Bound 2 : Lost in San Francisco) de David Richard Ellis : Chance (voix)
- 1999 : Stuart Little de Rob Minkoff : Stuart Little (voix)
- 2002 : Stuart Little 2 de Rob Minkoff : Stuart Little (voix)
- 2002 : Interstate 60 de Bob Gale : M. Baker
- 2014 : Annie de Will Gluck : Lui-même
- 2016 : Caninator Archie (Archie) de Robin Dunne : A.R.C.H.I.E  (voix)
- 2018 : A.R.C.H.I.E. 2 de Robin Dunne : A.R.C.H.I.E  (voix)
- 2019 : See You Yesterday de Stefon Bristol : M. Lockhart

#### Films d'animation
- 2001 : Atlantide, l'empire perdu de Gary Trousdale et Kirk Wise : Milo Thatch
- 2005 : Stuart Little 3 : En route pour l'aventure de Audu Paden : Stuart Little
- 2021 : Back Home Again de Michael Mankowski : Michael J. Bird

#### Court-métrage
- 1995 : Your Studio and You de Trey Parker : Gars curieux sur le porche
- 2025 : A first look at the Bruins new jersey : Lui-même

#### Films documentaires
- 2009 : Michael J. Fox : Adventures of an Incurable Optimist de Rudy Bednar : Lui-même
- 2011 : The Love We Make de Bradley Kaplan et Albert Maysles : Lui-même
- 2013 : Drew : The Man Behind the Poster de Erik Sharkey : Lui-même
- 2015 : Being Canadian de Robert Cohen : Lui-même
- 2015 : Back in Time de Jason Aron : Lui-même
- 2015 : Mr Calzaghe de Vaughan Sivell : Lui-même
- 2018 : Bad Reputation de Kevin Kerslake : Lui-même
- 2023 : Still : A Michael J. Fox Movie de Davis Guggenheim : Lui-même
- 2023 : Mr. Dressup : The Magic of Make-Believe de Robert McCallum : Lui-même
- 2024 : Tom Wilson : Humbly Super Famous de Thomas F. Wilson : Lui-même

### Télévision

#### Téléfilms
- 1983 : Drôle de collège (High School U.S.A.) de Rod Amateau : Jay-Jay Manners
- 1985 : Graine de canaille (en) (Poison Ivy) de Larry Elikann : Dennis Baxter
- 1987 : Lettres du Viêt-Nam (Dear America: Letters Home from Vietnam) de Bill Couturié : PFC Raymond Griffiths
- 1987 : The Return of Bruno de James Yukich : Lui-même
- 1988 : Mickey's 60th Birthday de Scott Garen : Alex P. Keaton (images d'archive)
- 1994 : Nuits de Chine de Woody Allen : Axel Magee
- 2005 : Pour l'amour de Millie (Saving Milly) de Dan Curtis : Lui-même

#### Téléfilm d'animation
- 2006 : The Magic 7 de Roger Holzberg : Marcel Maggot

#### Séries télévisées
- 1977 : The Magic Lie : Nicky
- 1978 : Leo And Me : Jamie
- 1979 : Lou Grant : Paul Stone (saison 3, épisode 13)
- 1980 : Palmerstown, U.S.A. : Willy-Joe Hall (17 épisodes)
- 1980 : Family (en) : Richard Topol (saison 5, épisode 9)
- 1981 : Trapper John, M.D. : Elliot Schweitze (saison 2, épisode 18)
- 1982 - 1989 : Sacrée Famille : Alex P. Keaton (171 épisodes, saisons 1 à 7)
- 1983 : La croisière s'amuse : Jimmy Cowens (saison 6, épisode 22)
- 1984 : Tribunal de nuit : Eddie Simms (saison 1, épisode 2)
- 1991 : Les Contes de la crypte : le procureur (saison 3, épisode 1)
- 1996 - 2001 : Spin City : Mike Flaherty (103 épisodes, saisons 1 à 4 ; guest-star à la saison 6)
- 2003 : Scrubs : Dr Kevin Casey (saison 3, épisodes 12 et 13)
- 2006 : Boston Justice : Daniel Post (saison 2, épisodes 11, 12, 13, 14 et 27 ; saison 3, épisode 1)
- 2009 : Rescue Me : Les Héros du 11 septembre : Dwight (saison 5, épisodes 1, 2, 5, 6, 9)
- 2010 - 2016 : The Good Wife : Louis Canning, avocat (26 épisodes, saisons 2 à 7)
- 2011 et 2017 : Larry et son nombril : Lui-même (saison 8, épisode 10 ; saison 9, épisode 8)
- 2013 - 2014 : The Michael J. Fox Show : Michael « Mike » Henry (22 épisodes)
- 2015 : Jimmy Kimmel Live! : Martin « Marty » McFly (Sketch célébrant Retour vers le futur)
- 2016 : Nightcap : Lui-même (saison 1, épisode 4)
- 2018 : Designated Survivor : Ethan West (saison 2, épisodes 18, 19, 20, 21 et 22)
- 2020 : The Good Fight : Louis Canning, avocat (saison 4, épisodes 2 et 3)
- 2021 : Expedition : Back to the Future : Lui-même (saison 1, épisode 4)
- 2025 : Shrinking :

#### Séries d'animation
- 1987 : Les Muppet Babies : Alex P. Keaton (saison 4, épisode 6 - images d'archive)
- 2002 : Clone High : le rein restant de Gandhi (saison 1, épisode 1)
- 2011 : Phinéas et Ferb : le loup-garou / Michael (saison 3, épisode 12)
- 2019 : Corner Gas Animated : Lui-même (saison 2, épisode 1)

#### Clips
- 1986 : Julian Lennon : Stick Around : Ami
- 1999 : Brian Setzer Orchestra - If You Can't Rock Me : Stuart Little (voix)
- 2016 : Coldplay : "Johnny B. Goode", une chanson originale de Chuck Berry, il joue la guitare solo et rythmique.
- 2020 : Lil Nas X - The Origins of Holiday : Martin « Marty » McFly

### Jeux vidéo
- 2011 : Back to the Future : The Game : Willie McFly et Marty du futur
- 2015 : Lego Dimensions : Marty McFly

## Distinctions

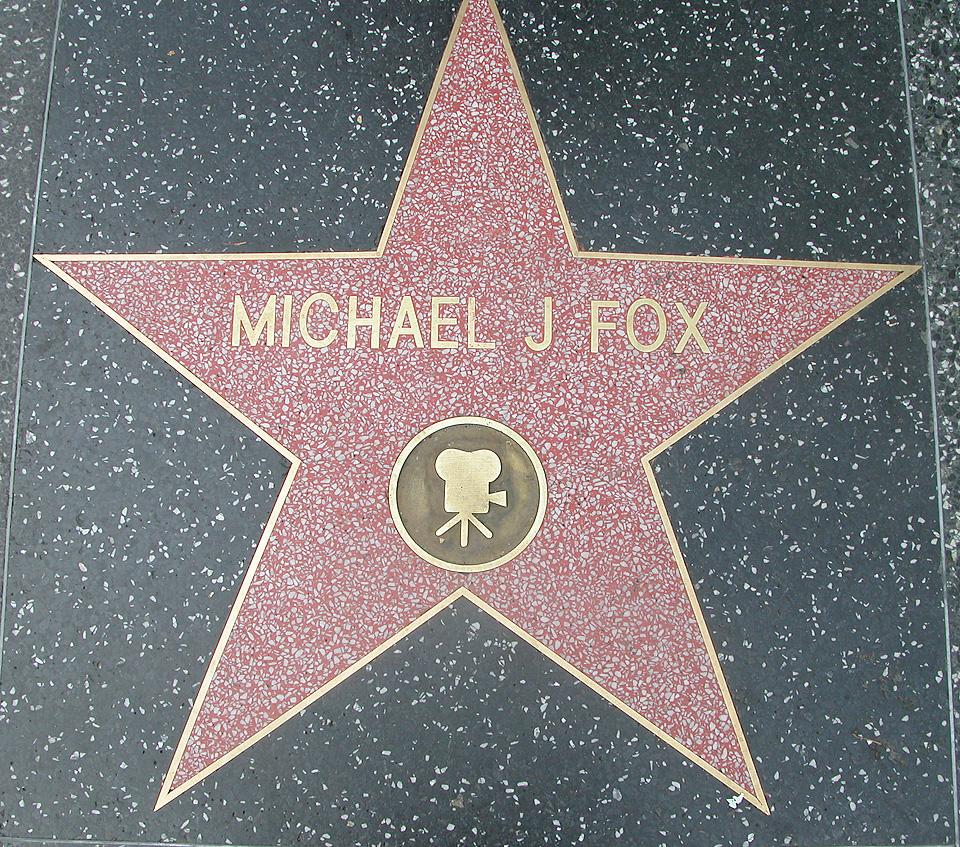
Étoile de Michael J. Fox sur le Hollywood Walk of Fame.

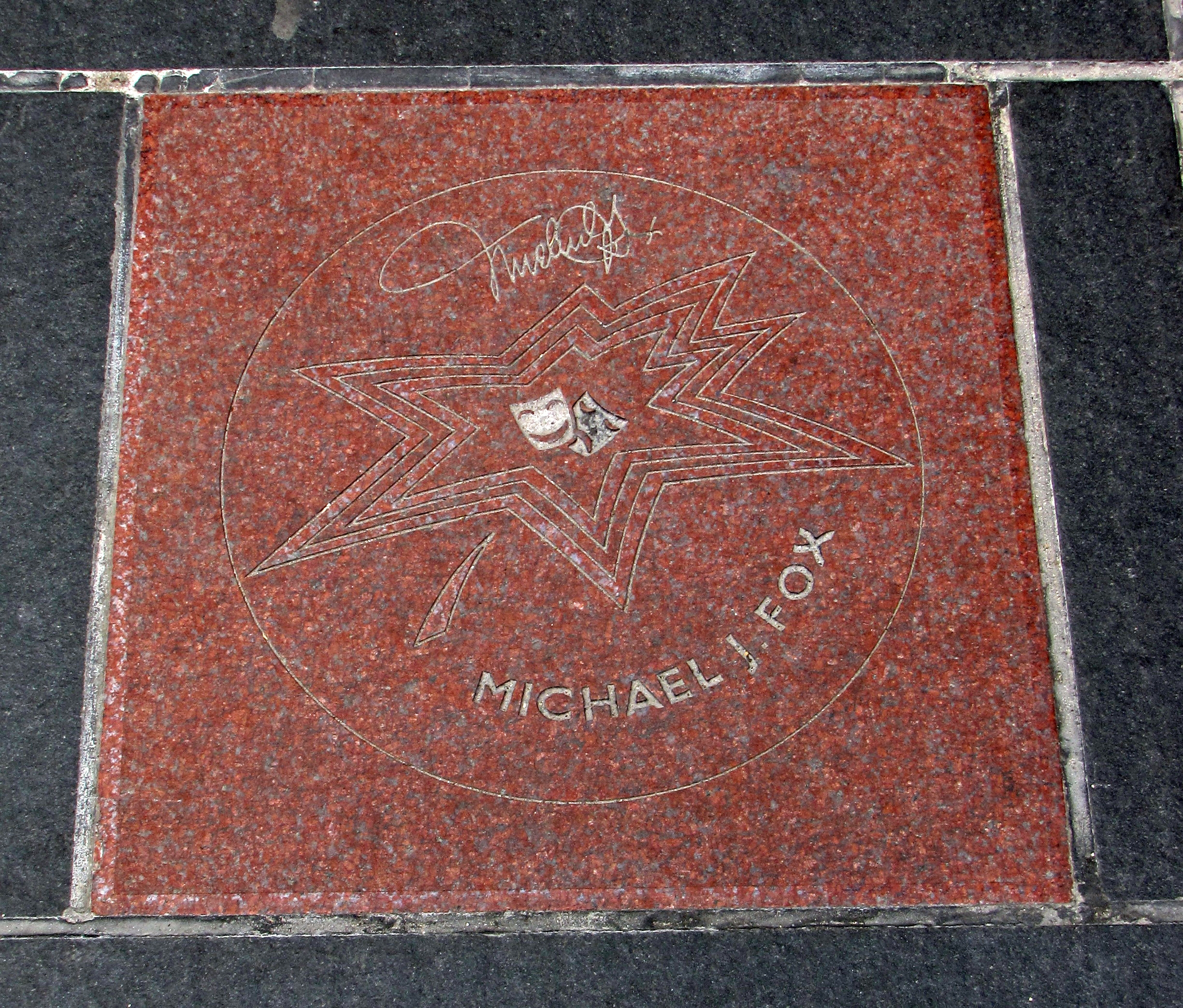
Étoile de Michael J. Fox sur le Canada's Walk of Fame.

### Récompenses
- 1985 : Jupiter Award du meilleur acteur international pour Retour vers le futur
- Primetime Emmy Awards 1986 : Meilleur acteur dans une série comique dans Sacrée Famille
- Saturn Awards 1986 : Meilleur acteur pour Retour vers le futur
- 1986 : Viewers for Quality Television Awards du meilleur acteur dans une série télévisée musicale ou comique pour Sacrée Famille
- Primetime Emmy Awards 1987 : Meilleur acteur dans une série comique dans Sacrée Famille
- 1987 : Viewers for Quality Television Awards du meilleur acteur dans une série télévisée musicale ou comique pour son rôle dans Sacrée Famille
- 1988 : Kids' Choice Awards du meilleur acteur TV dans une série télévisée musicale ou comique pour Sacrée Famille
- Primetime Emmy Awards 1988 : Meilleur acteur dans une série comique dans Sacrée Famille
- Golden Globes 1985 : Meilleur acteur dans une série musicale ou comique pour Sacrée Famille
- 1990 : Kids' Choice Awards du meilleur acteur pour Retour vers le futur II
- 1997 : People's Choice Awards de la personnalité masculine préférée dans une nouvelle série télévisée comique pour Spin City
- Golden Globes 1998 : Meilleur acteur dans une série musicale ou comique pour Spin City
- Golden Globes 1999 : Meilleur acteur dans une série musicale ou comique pour Spin City
- Screen Actors Guild Awards 1999 : Meilleur acteur dans une série comique pour Spin City
- Golden Globes 2000 : Meilleur acteur dans une série musicale ou comique pour Spin City
- Primetime Emmy Awards 2000 : Meilleur acteur dans une série comique pour Spin City
- Screen Actors Guild Awards 2000 : Meilleur acteur dans une série comique pour Spin City
- 2000 : Family Television Awards du meilleur acteur dans une série télévisée musicale ou comique pour Spin City
- 2001 : Aftonbladet TV Prize de la meilleure personnalité TV étrangère dans une série télévisée comique pour Spin City
- 2008 : TV Land Awards du personnage que vous souhaitez payer pour faire vos devoirs pour vous dans une série télévisée comique pour Sacrée Famille
- Primetime Emmy Awards 2009 : Meilleur acteur invité dans une série dramatique pour Rescue Me : Les Héros du 11 septembre
- Golden Camera 2011 : Lauréat du prix Golden Camera pour l'ensemble de sa carrière
- 2011 : Grammy Awards du meilleur album parlé pour Always Looking Up
- 2011 : Online Film & Television Association du meilleur acteur invité dans une série télévisée dramatique pour The Good Wife
- 2012 : Online Film & Television Association du meilleur acteur invité dans une série télévisée comique pour Larry et son nombril
- Casting Society of America 2013 : Lauréat du Prix Golden Apple.
- 2015 : Gold Derby Awards du meilleur acteur invité dans une série télévisée dramatique pour The Good Wife
- 2017 : Prix du gouverneur général pour les arts du spectacle (Canada)[36]
- 2022 : Oscar d’honneur décerné par l'Académie des arts et des sciences du cinéma le 19 novembre 2022 à Los Angeles.
- 2023 : Critics' Choice Documentary Awards : Meilleure narration pour Still: A Michael J. Fox Movie

### Nominations

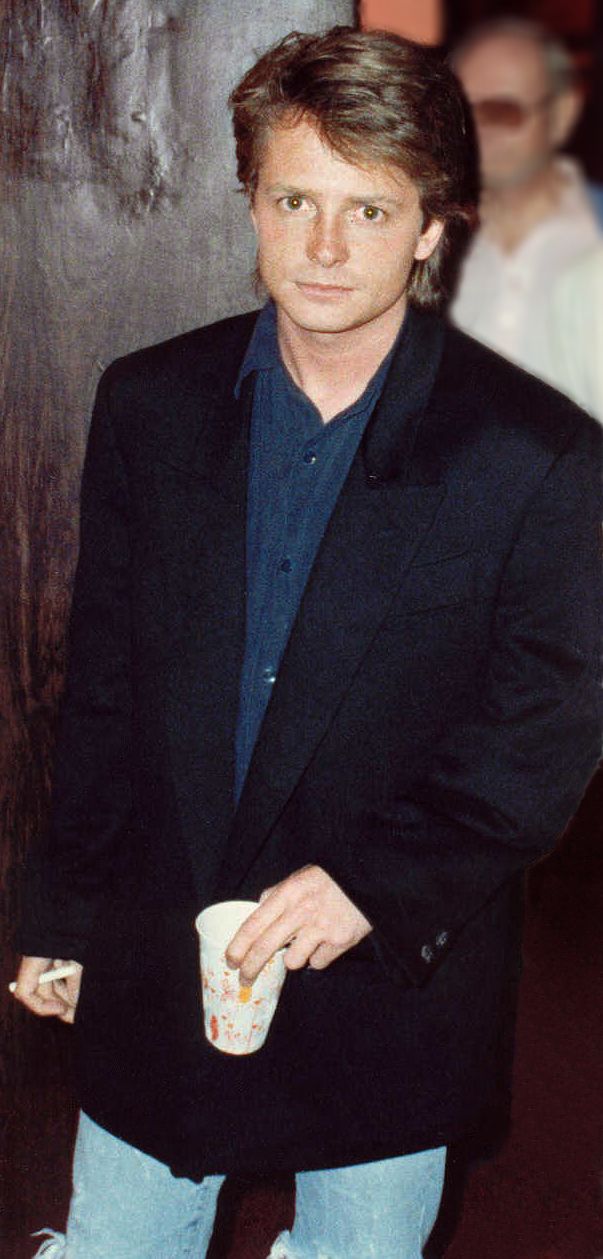
Michael J. Fox lors de la 39e cérémonie des Emmy Awards en 1987.

- Primetime Emmy Awards 1985 : Meilleur acteur dans une série comique dans Sacrée Famille
- Golden Globes 1986 : Meilleur acteur pour Retour vers le futur
- Golden Globes 1986 : Meilleur acteur dans une série musicale ou comique pour Sacrée Famille
- 1986 : People's Choice Awards de l'interprète masculine préférée dans une série télévisée comique dans Sacrée Famille
- Golden Globes 1987 : Meilleur acteur dans une série musicale ou comique pour Sacrée Famille
- 1987 : People's Choice Awards de l'interprète masculine préférée dans une série télévisée comique dans Sacrée Famille
- Golden Globes 1988 : Meilleur acteur dans une série musicale ou comique pour Sacrée Famille
- 1988 : People's Choice Awards de l'interprète masculine préférée dans une série télévisée comique dans Sacrée Famille
- 1989 : Kids' Choice Awards du meilleur acteur dans une série comique pour Sacrée Famille
- Primetime Emmy Awards 1989 : Meilleur acteur dans une série comique pour Sacrée Famille
- 1996 : American Comedy Awards de l'acteur le plus drôle dans un second rôle pour son rôle dans Le Président et Miss Wade
- Golden Globes 1997 : Meilleur acteur dans une série musicale ou comique pour Spin City
- 1997 : Kids' Choice Awards du meilleur acteur dans une série télévisée musicale ou comique pour son rôle dans Spin City
- 1997 : People's Choice Awards de l'interprète masculine préférée dans une série télévisée musicale ou comique pour son rôle dans Spin City
- Primetime Emmy Awards 1997 : Meilleur acteur dans une série comique pour Spin City
- Satellite Awards 1997 : Meilleur acteur dans une série télévisée musicale ou comique pour Spin City
- Saturn Awards 1997 : Meilleur acteur pour Fantômes contre fantômes
- 1998 : Online Film & Television Association du meilleur acteur dans une série télévisée dramatique dans Spin City
- 1998 : People's Choice Awards de l'interprète masculine préférée dans une série télévisée musicale ou comique pour son rôle dans Spin City
- Primetime Emmy Awards 1998 : Meilleur acteur dans une série comique pour Spin City
- Satellite Awards 1998 : Meilleur acteur dans une série télévisée musicale ou comique pour Spin City
- 1999 : American Comedy Awards de l'acteur le plus drôle dans un rôle principal dans une série télévisée dramatique sur le câble pour Spin City
- 1999 : Online Film & Television Association du meilleur acteur dans une série télévisée dramatique dans Spin City
- 1999 : People's Choice Awards de l'interprète masculine préférée dans une série télévisée musicale ou comique pour son rôle dans Spin City
- Primetime Emmy Awards 1999 : Meilleur acteur dans une série comique pour Spin City
- Satellite Awards 1999 : Meilleur acteur dans une série télévisée musicale ou comique pour Spin City
- 1999 : TV Guide Awards du meilleur acteur dans une série télévisée dramatique sur le câble pour Spin City
- 2000 : American Comedy Awards de l'acteur le plus drôle dans un rôle principal dans une série télévisée dramatique sur le câble pour Spin City
- 2000 : Kids' Choice Awards de la meilleure voix dans un film d'animation pour son rôle dans Stuart Little
- 2000 : Kids' Choice Awards du meilleur acteur dans une série télévisée musicale ou comique pour son rôle dans Spin City
- 2000 : TV Guide Awards du meilleur acteur dans une série télévisée sur le câble pour son rôle dans Spin City
- 2000 : Online Film & Television Association du meilleur acteur dans une série télévisée dramatique dans Spin City
- 2002 : Online Film & Television Association du meilleur doublage dans une comédie d'animation dans Atlantide, l'empire perdu
- 2004 : Gold Derby Awards du meilleur acteur comique invité dans une série télévisée dramatique pour Scrubs
- 2004 : Online Film & Television Association du meilleur acteur invité dans une série télévisée dramatique pour Scrubs
- 2006 : Gold Derby Awards du meilleur acteur dramatique invité dans un second rôle dans une série télévisée dramatique pour Boston Justice
- 2006 : Online Film & Television Association du meilleur acteur invité dans une série télévisée dramatique pour Boston Justice
- Primetime Emmy Awards 2006 : Meilleur acteur invité dans une série dramatique pour Boston Justice
- 2009 : Gold Derby Awards du meilleur acteur dramatique invité dans une série télévisée dramatique pour Rescue Me : Les Héros du 11 septembre
- 2009 : Online Film & Television Association du meilleur acteur invité dans une série télévisée dramatique pour Rescue Me : Les Héros du 11 septembre
- Primetime Emmy Awards 2009 : Meilleur documentaire pour son rôle dans The Making of 'Spin City: Season One' partagé avec Nelle Fortenberry (Productrice exécutive), Rudy Bednar (Productrice exécutive), Ann Reynolds (Productrice exécutive) et Mary Hanan (Productrice)
- Primetime Emmy Awards 2011 : Meilleur acteur invité dans une série télévisée dramatique pour The Good Wife
- 2012 : Gold Derby Awards du meilleur acteur dramatique invité dans une série télévisée comique pour Larry et son nombril
- 2012 : Gold Derby Awards du meilleur acteur dramatique invité dans une série télévisée dramatique pour The Good Wife
- 2012 : Online Film & Television Association du meilleur acteur invité dans une série télévisée dramatique pour The Good Wife
- People's Choice Awards 2012 : Meilleur acteur dans une série télévisée dramatique pour The Good Wife
- Primetime Emmy Awards 2012 : Meilleur acteur invité dans une série télévisée comique pour Larry et son nombril
- Primetime Emmy Awards 2012 : Meilleur acteur invité dans une série télévisée dramatique pour The Good Wife
- 2013 : Gold Derby Awards du meilleur acteur dramatique invité dans une série télévisée dramatique pour The Good Wife
- 2013 : Online Film & Television Association du meilleur acteur invité dans une série télévisée dramatique pour The Good Wife
- Primetime Emmy Awards 2013 : Meilleur acteur invité dans une série télévisée dramatique pour The Good Wife
- Golden Globes 2014 : Meilleur acteur dans une série musicale ou comique pour The Michael J. Fox Show
- People's Choice Awards 2014 : Acteur préféré dans une nouvelle série musicale ou comique pour The Michael J. Fox Show
- Primetime Emmy Awards 2015 : Meilleur acteur invité dans une série télévisée dramatique pour The Good Wife
- Primetime Emmy Awards 2016 : Meilleur acteur invité dans une série télévisée dramatique pour The Good Wife

### Décorations
- 2011 : Officier de l'Ordre du Canada[37].
- 2025 :  Médaille présidentielle de la Liberté[38]

### Distinctions honorifiques
- 2008 : Doctor of Fine Arts, honoris causa, New York University[39]
- 2008 : Doctor of Laws, honoris causa, University of British Columbia[40]
- 2010 : Honoris causa doctorate, Institut Karolinska
- 2012 : Doctor of Laws, honoris causa, Justice Institute of British Columbia (en)[41]
- 2021 : Doctor of Fine Arts, honoris causa, Université Simon Fraser
- 2022 : Oscar d’honneur décerné par l'Académie des arts et des sciences du cinéma à Los Angeles le 19 novembre 2022.

## Voix francophones
En France, Luq Hamet est la voix française régulière de Michael J. Fox depuis Retour vers le futur. Il le retrouve dans la quasi-totalité de ses apparitions dont Sacrée Famille, Teen Wolf, Outrages, Doc Hollywood, Le Président et Miss Wade, Mars Attacks!, Fantômes contre fantômes, Spin City, Scrubs, The Good Wife ou encore Designated Survivor. Il a également été doublé par d'autres comédiens pendant les années 1980 : Hervé Rey dans Une nuit folle, folle (sorti en 1980 mais doublé seulement en 1988 en France), Vincent Ropion dans Class 1984 et Graine de canaille, Edgar Givry dans High School USA, Daniel Lafourcade dans Electric Blue et Vincent Violette dans Brooklyn Boogie. Pour ce qui est des personnages animés, divers comédiens doublent la voix de Michael J. Fox de manière exceptionnelle. Ainsi Christian Clavier le double dans L'Incroyable Voyage tandis qu'Éric Métayer le remplace dans la suite, L'Incroyable Voyage 2 : À San Francisco. Pour le personnage de Stuart Little, Antoine de Caunes double Michael J. Fox dans les deux premiers volets puis est remplacé par Alexis Victor dans le troisième.
Au Québec, Daniel Lesourd le double dans Doc Hollywood, L'Enfance de l'art et Un Président américain tandis que Gilbert Lachance est sa voix dans Mars Attaque!.